# Saab 29 Tunnan
O Saab J 29 Tunnan (Jakt, caça; Tunnan, barril) foi um caça a jato sueco fabricado pela Saab.
Foi a primeira de uma série de aeronaves projetadas na Suécia depois da Segunda Guerra Mundial. De modo a manter sua política externa de neutralidade, a Suécia decidiu que era necessário desenvolver aeronaves com a nova tecnologia dos motores a jato. Entrou em serviço em 1950, sendo operada até 1974. Foi substituído pelo Saab Draken.
Um total de 661 unidades de diferentes variantes foram produzidas. 30 aeronaves foram exportadas para a Áustria em 1961, onde operaram até 1972.
|  |  |